# Beraun (Rentería)
Beraun es un barrio de Rentería, ubicado en el oeste del municipio.

## Geografía
| Noroeste: Capuchinos (Rentería)                                                | Norte: Capuchinos (Rentería)                       | Noreste: Alaberga (Rentería)                        |
| Oeste: San Sebastián (exclave)                                                 |                                                    | Este: Pontica (Rentería)                            |
| Suroeste: Polígono Industrial Txirrita-Maleo (Rentería) y Alza (San Sebastián) | Sur: Polígono Industrial Txirrita-Maleo (Rentería) | Sureste: Polígono Industrial Masti-Loidi (Rentería) |

## Población
La media de edad es de 50,93 años. La mayor parte de la población de Beraun se comprende entre los 16 y los 64 años, a 31 de diciembre de 2023:
|               | Mujeres | Hombres | Total |
| ------------- | ------- | ------- | ----- |
| 0-15 años     | 263     | 273     | 536   |
| 16-64 años    | 1444    | 1529    | 2973  |
| 65 años y más | 1046    | 801     | 1847  |
| Total         | 2753    | 2603    | 5536  |

Respecto a la nacionalidad, la población española supera a la extranjera.

## Transportes

### Euskotren

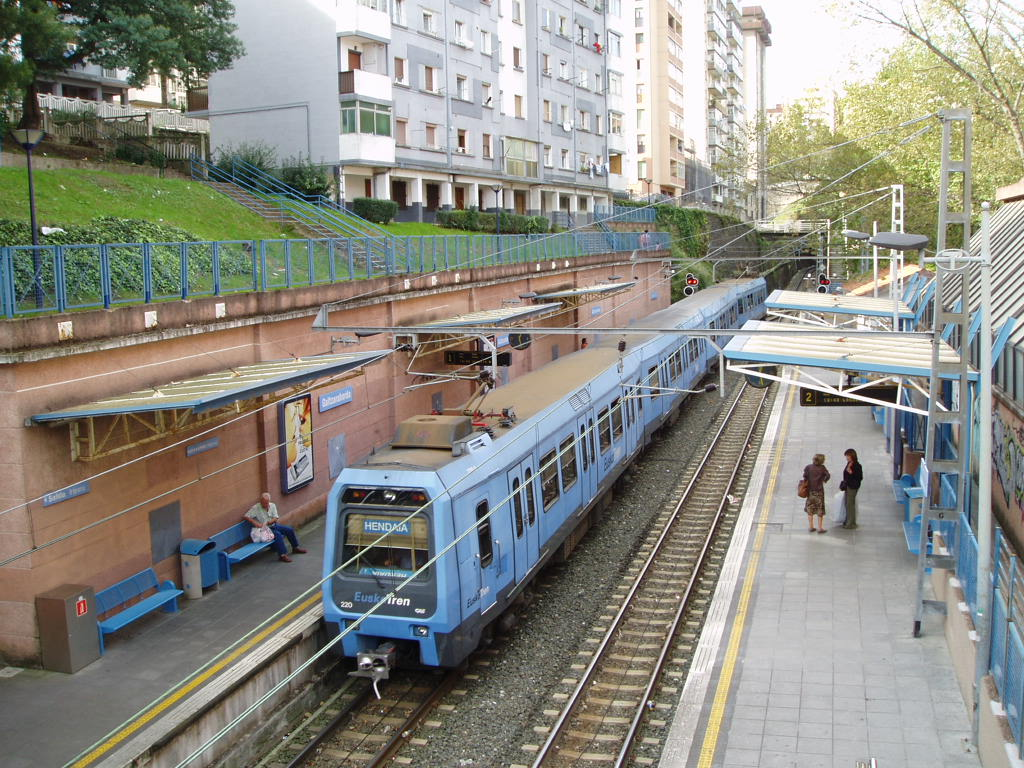
Estación de Galtzaraborda

Cerca del barrio se encuentra la estación de Galtzaraborda, que presta servicio la línea E-2 de San Sebastián a Hendaya.

### Autobús urbano
En este barrio prestan servicio varias líneas de autobús urbano (U11, U22, U44, U5 y U6).

### Autobús interurbano
En este barrio prestan servicio varias líneas de autobús interurbano (E-05 y E-15). También existen servicios nocturnos gracias a la línea E-75.

### Carretera
El barrio es atravesado por la autopista AP-8.
También dispone de acceso a las carreteras GI-20 y GI-636.